# Wychowanie bez porażek
Wychowanie bez porażek (Metoda Gordona, Metoda bez porażek) – pedagogia stworzona Thomasa Gordona i opisana w jego książce pod tym samym tytułem.

## Przyczyny powstania
Thomas Gordon w 1962 r. podjął próbę szkolenia rodziców w zakresie przygotowania ich do najważniejszego i najtrudniejszego zadania, jakiego może podjąć się człowiek. Gordon planował przeprowadzenie jednego kursu w swojej gminie dla rodziców borykających się z poważnymi trudnościami wychowawczymi. Dziś na całym świecie znajdują się ośrodki prowadzące warsztaty dla rodziców i wychowawców, wspierające ich w trudnościach napotykanych w codziennym życiu. O problemie wychowania młodzieży w jednej ze swoich książek pisał:

Wszyscy przypisują rodzicom winę za problemy jakie przeżywa młodzież, a także i za te, jakie młodzież stwarza dorosłemu społeczeństwu. Rodzice są wszystkiemu winni (...) Politycy i pracownicy wymiaru sprawiedliwości także obwiniają rodziców, którzy ich zdaniem wychowali całe pokolenie niewdzięcznych, konspirujących, demonstrujących, wymigujących się od służby wojskowej hipisów czy punków. A gdy dzieci mają niepowodzenia szkolne albo stają się beznadziejnymi wagarowiczami, nauczyciele i administracja szkolna twierdzą również, że winę za te zjawiska ponoszą rodzice. A kto pomaga rodzicom? (...) Rodziców się oskarża, ale się ich nie szkoli. Każdego roku miliony nowych matek i ojców podejmują pracę, która uważana jest słusznie za jedna z najcięższych, jakie można wykonywać: rodzi się ich dziecko, mały człowiek, zupełnie bezradny i oni podejmują odpowiedzialność za jego fizyczne i psychiczne zdrowie, za wychowanie go na człowieka produktywnego, zdolnego do życia w społeczeństwie i współpracy, odpowiedzialnego obywatela. Czyż nie jest to zadanie najtrudniejsze i stawiające największe wymagania?

## Typowe zachowania rodziców i ich konsekwencje
Autor uważa, że rodzice na całym świecie mają podobne problemy wychowawcze. Często nie wiedzą, jak zachować się w tych sytuacjach i działają instynktownie - np. w sposób zakodowany im przez zachowanie ich rodziców. I tak powtarzają się schematy działania przenoszone z pokolenia na pokolenie.
Gordon wyodrębnił „typową dwunastkę” - zbiór typowych reakcji rodziców na problematyczne zachowania dzieci oraz na dziecko borykające się z własnym problemem:
1. rozkazywanie, komenderowanie, zarządzanie
2. upominanie, grożenie, ostrzeganie
3. moralizowanie, perswadowanie, wygłaszanie kazań
4. dyktowanie rozwiązań, doradzanie
5. wyrzuty, pouczanie
6. krytykowanie, osądzanie, obwinianie
7. chwalenie, aprobata
8. ośmieszanie, zawstydzanie
9. analizowanie, diagnozowanie
10. współczucie, pocieszanie
11. wypytywanie, badanie
12. odwracanie uwagi, rozweselanie, zabawianie.

Według Gordona powyższe reakcje prowadzą tylko do tego, że dziecko przestaje rozmawiać, czuje się bezwartościowe, niezaradne, poniżone. Nie czuje niezbędnej mu do właściwego funkcjonowania akceptacji.

## Mit konsekwencji
Rodzice akceptują niektóre zachowania dziecka, a niektóre dezaprobują. Zakres akceptacji zależy od osobowości rodzica, postaw dziecka, a także od aktualnej sytuacji - stresu, choroby, zmęczenia bądź ich braku. Zachowanie człowieka zależy od bardzo wielu okoliczności. Nie ma dwóch identycznych sytuacji, a co za tym idzie nie istnieją szablony zachowań, czy reakcji. Gordon obala tu „mit konsekwencji” mówiący, że dobry rodzic zawsze w danej sytuacji zachowuje się w ten sam sposób.

## Znaczenie akceptacji oraz „fałszywa akceptacja”
W całej swojej pracy Gordon podkreśla rolę akceptacji. Pisze natomiast, że jako rodzice bardzo często wyrządzamy ogromne szkody naszym relacjom z dziećmi poprzez „fałszywą akceptację”. Nie zawsze jesteśmy świadomi, że nasza słowna aprobata nie pokrywa się z wyrazem twarzy, co dzieci natychmiast zauważą i odbiorą jako „komunikat mieszany” podający w wątpliwość szczerość naszych słów i uczuć. Taka sytuacja wprowadza dziecko w stan niepewności i może poważnie zaszkodzić jego zdrowiu psychicznemu. Mieszane komunikaty ze strony rodziców szczególnie dotkliwie ranią dziecko, bo nie wie ono na jakie zachowanie powinno się zdecydować. Przez częste przeżywanie takich sytuacji dziecko może czuć się niepewnie i uważać jak pisze Gordon, że jest niekochane.
T. Gordon uważa, że najtrudniejsze relacje ujawniają się z rodzicami którzy są „pobłażliwi”, to znaczy tacy którzy nie stawiają wymagań, postępują tak jakby wszystko akceptowali, a jednak dają odczuć wyrazem twarzy czy zachowaniem brak akceptacji. Dziecko wyczuwa nieszczerość rodzica który mówi jedno, a odczuwa drugie. Tym samym traci zaufanie do takiego rodzica i powstaje błędne koło, które może spowodować, że dziecko nie będzie mówiło o sobie, bo i tak nie otrzyma jasnego komunikatu, czy postąpiło dobrze czy źle.
W tym miejscu Gordon podaje odczucia nastolatków, którzy zderzyli się z problemem „fałszywej akceptacji.”
- „Moja matka jest oszustką zachowuje się tak miło, ale w rzeczywistości nie jest taka”.
- „Wychodzę i myślę, że moich rodziców nie interesuje kiedy przyjdę do domu. Ale kiedy wrócę zbyt późno, następnego dnia karzą mnie milczeniem.”

Aby poprawić relacje z dziećmi, Gordon proponuje szczerość i prawdziwe okazywanie swoich uczuć. Ważne jest, aby nie poszerzać zakresu akceptacji poza granice własnego prawdziwego nastawienia. Będzie łatwiej rodzicom, gdy określą jasne granice, że akceptują dziecko, ale nie akceptują tego, co robi.
Gordon próbuje uświadomić nam (rodzicom), że jesteśmy ludźmi i mamy prawo nie akceptować czegoś w zachowaniu naszych dzieci i jest to zupełnie naturalne i wychowawcze. Chociaż nasi podopieczni woleliby, żeby akceptować wszystkie ich poczynania, szczególnie w okresie dorastania. To jednak w pewnym momencie docenią prawdziwość, przejrzystość uczuć rodziców i będzie to dla nich ogromną wartością oraz fundamentem na całe życie.

## Jak okazywać akceptację
Akceptacja jest niezbędnym czynnikiem, warunkującym powodzenie porozumienia między rodzicami i dziećmi. Pozwala na rozwój, zmiany, atmosferę rodzinną.
Jak jednak okazywać akceptację?
1. Komunikaty bezsłowne - postawa, gesty, ale także niewtrącanie się do spraw dziecka, które czuje wówczas, że rodzice mu ufają i szanują jego prywatność.
2. Bierne słuchanie - milczenie, bierne przysłuchiwanie się pozwala dziecku uzewnętrznić siebie i szukać własnych rozwiązań.
3. Aktywne słuchanie - wiąże się z próbą zrozumienia przez rodzica emocji jakie są udziałem jego dziecka. Rodzic nie ocenia sytuacji, zachowań. Słucha dziecka i stara się je zrozumieć. Nazywa jego stany emocjonalne, np. „to musiało być dla ciebie trudne”, „wygląda na to że jest ci przykro” itp. Nie ocenia, nie radzi, nie pociesza. Rozumie, wczuwa się. To pozwala dziecku na samodzielne rozwiązywanie problemów, co za tym idzie, podnosi jego samoocenę i samodzielność, pogłębia relacje, wspiera rozwój emocjonalny. Rodzic musi jednak być szczery, otwarty i znaleźć czas na słuchanie.

Warunki skutecznego słuchania:
1. Rodzic musi chcieć wysłuchać, co ma mu do przekazania dziecko. Należy znaleźć na to czas i miejsce.
2. Rodzic chce wesprzeć dziecko.
3. Odczuwanie akceptacji i zrozumienia dla dziecka.
4. Zaufanie co do możliwości i umiejętności dziecka.
5. Uczucia się zmieniają. Trudne uczucia waszych dzieci mogą przeminąć i należy o tym pamiętać.
6. Rodzice muszą zdawać sobie sprawę z faktu, że ich dziecko to odrębny człowiek. Ma własną tożsamość i własne życie.

## Jak słuchać dzieci, które jeszcze nie mówią
Aby rozumieć komunikaty przekazywane przez dzieci - a w szczególności dzieci małe, które nie opanowały jeszcze sztuki mówienia – przede wszystkim należy wsłuchać się we własne dziecko. Każde dziecko jest inne i inaczej komunikuje się z otoczeniem, aby je zrozumieć, trzeba dokładnie wsłuchać się w bezsłowne wypowiedzi (płacz), które dziecko nam przekazuje. Rodzice po wysłuchaniu nadanego komunikatu, powinni posługiwać się metodą bezsłownego komunikatu zwrotnego lub wyrażać go za pomocą czynności, aby spróbować odnaleźć aktualnie niezaspokojoną potrzebę dziecka. Poprzez próby wykluczania zaspokojonych potrzeb (np. ciepła, bezpieczeństwa, głodu) należy dotrzeć do tej, która niepokoi dziecko.
Skuteczność działania rodziców w dużej mierze zależy od dokładności i staranności, jaką włożyli w zrozumienie dziecka. Dlatego tak ważną sprawą jest, aby zdobywać doświadczenie w komunikowaniu się i poznawaniu własnego dziecka poprzez poświęcanie mu jak największej ilości czasu, szczególnie w pierwszych dwóch latach jego życia.
Poznanie dziecka i stosowanie metod czynnego słuchania, potwierdzanie zrozumienia komunikatu oraz zaspokojenia potrzeb, pozwala na budowanie i rozwijanie pozytywnych relacji (stosunków) emocjonalnych. Nie należy zapominać o tym, iż wraz z rozwojem dziecka, zmieniają się też jego potrzeby, a dziecko powinno starać się je zaspokajać w miarę samodzielnie. Rodzice powinni pomagać dziecku w zdobywaniu nowych umiejętności i rozwiązywaniu problemów, za pomocą komunikatów zwrotnych.

## Komunikat „Ja” kontra komunikat „Ty”
Podczas rozmów z dziećmi bardzo często dochodzi do niepoprawnego kodowania komunikatów przez rodzica, co prowadzi do nieporozumień, wywołania bądź pogłębienia konfliktu. Thomas Gordon wyszczególnił wypowiedzi „ja” i wypowiedzi „ty”.
Komunikaty o charakterze „ty” są oparte na negatywnej ocenie postawy lub zachowania. Zawierają oceny, zarzuty, pretensje w stosunku do dziecka, np:
- „(Ty) jesteś źle wychowany.”
- „(Ty) zachowujesz się jak niemowlę.”
- „(Ty) chcesz zwracać na siebie uwagę.”
- „Dlaczego (ty) nie jesteś miła?”
- „(Ty) powinieneś to lepiej wiedzieć.”

Komunikaty o charakterze „ja” mają na celu uświadomić dziecko odczucia rodzica w danej sytuacji, są to zdania przedstawiające myśli i spostrzeżenia opiekuna związane z dzieckiem lecz nie mówiące o nim w bezpośredni sposób.
- „(Ja) nie mam ochoty na zabawę, kiedy jestem zmęczona."
- „(Ja) nie mogę gotować, kiedy muszę przechodzić po garnkach i patelniach na podłodze."
- „(Ja) jestem załamana, kiedy widzę, jak moja czysta kuchnia jest znów zabrudzona."

„Wypowiedzi «ja»” są skuteczniejsze dla wywarcia wpływu na dziecko, aby zmodyfikowało to swoje zachowanie, które jest nie do przyjęcia dla rodzica i którego zmiana jest lepsza i dla dziecka, i dla jego stosunków z rodzicami. „Wypowiedź «ja»” o wiele mniej nadaje się do wywoływania oporu i buntu. Znacznie mniej groźne jest unaocznienie dziecku otwarcie, jak jego zachowanie oddziałuje na was niż ukazywanie, że w nim jest coś złego, ponieważ tak się zachowuje. „Wypowiedzi «ja»” są też nieskończenie bardziej skuteczne, ponieważ składają odpowiedzialność za zmianę zachowania w ręce dziecka. Zdania „Au, to mnie mocno zabolało” i „Nie lubię, kiedy ktoś mnie depcze”, mówią, co czuje rodzic, pozostawiają jednak dziecku decyzję o tym, co ma zrobić, bez obwiniania, szkalowania. „Wypowiedzi «ja»” pomagają więc dziecku się rozwijać, pomagają mu przejąć odpowiedzialność za swoje zachowanie.

## Zmiana nieakceptowanego zachowania przez zmianę otoczenia
Bardzo prostą i skuteczna metodą zmiany nieakceptowanego zachowania dziecka jest zmiana otoczenia. Metoda ta, nie tylko sprawdza się w stosunku do niemowląt i małych dzieci, ale również bardzo pomaga w zmianie zachowania dzieci starszych.

### Osiem sposobów uniknięcia konfliktu
1. Wzbogacić otoczenie
Aby skutecznie odciągnąć dzieci od niewłaściwego zachowania lub przeszkodzić im w nim, trzeba dać dzieciom do zrobienia wiele interesujących rzeczy - wzbogacić ich otoczenie zabawkami, książkami, grami itp. Rodzice stosujący tę zasadę zauważyli, że kiedy dzieci są zajęte czymś interesującym, istnieje mniejsze prawdopodobieństwo, że „coś zbroją”.
2. Ograniczyć bodźce otoczenia
Okresowo dzieci potrzebują otoczenia z małą ilością bodźców, np. przed pójściem spać lub przed posiłkami. To są pory w których otoczenie dziecka nie powinno być wzbogacane. W tych momentach trzeba starać się zredukować nadmiar bodźców w otoczeniu dziecka.
3. Uprościć otoczenie
Dzieci często demonstrują swoje zachowanie „nie do przyjęcia”, ponieważ ich otoczenie jest dla nich zbyt trudne i skomplikowane, domagają się w takich chwilach pomocy przy czym często staja się agresywne, płaczą i grymaszą. Taki sytuacje domagają się modyfikacji otoczenia w taki sposób by ułatwić dziecku samodzielne zrobienie czegoś np. umieszczają klamki w domu tak, by dziecko mogło do nich dosięgnąć. 
4. Ograniczyć przestrzeń życiową dziecka
Jednym z podstawowych przykładów ograniczających przestrzeń życiową jest umieszczenie dziecka w kojcu, w chwili, kiedy zachowuje się w sposób niemożliwy do przyjęcia. Innym przykładem jest ogrodzenie podwórza uniemożliwiające dziecku wyjście na ulicę, deptanie trawnika sąsiadom itd. Można także przydzielać dzieciom jakieś szczególnie ograniczone miejsca, gdzie mogą zachowywać się np. głośno, szaleć itd. Na ogół dzieci akceptują tego rodzaju ograniczenia, przyjmując, że rodzice pozostawiają im znaczną swobodę zaspokojenia ich własnych potrzeb.
5. Uczynić otoczenie bardziej bezpiecznym dla dziecka
Ważne jest, by każda rodzina przeprowadziła własną kontrole domu dla bezpieczeństwa dzieci, aby uczynić go bardziej dla nich bezpiecznym np.: kupować nietłukące się filiżanki, zamykać okna na piętrze, chować lekarstwa i ostre narzędzia itp.
6. Zastąpić jedno zajęcie innym
Kiedy dziecko bawi się czymś czym może zrobić sobie krzywdę, bądź czymś co może zniszczyć, a jest dla nas wartościowe, warto w takich sytuacjach dać dziecku coś zastępczego, np. kiedy dziecko wyrywa strony z czasopisma, które chcemy zachować-dajmy mu takie które może zniszczyć. Dzieci często akceptują coś zastępczego, nie przywiązując do tego znaczenia, ważne jednak jest by wyminę zaproponować łagodnie i spokojnie.
7. Przygotować dziecko do zmian jego otoczenia
Wielu zachowań nie do zaakceptowania można uniknąć dzięki temu, że dziecko jest przygotowane do zmian w swoim otoczeniu, zanim one nastąpią, np. jeśli planujecie wakacyjny wyjazd nad morze, przygotujcie dziecko tygodnie naprzód na pewne rzeczy - że będzie spać w obcym łóżeczku, że pozna nowych przyjaciół, że nie będzie miał ze sobą pieska, że będzie jeździł na innym rowerze itd. Dzieci mają zadziwiającą zdolność dostosowania się bez trudności, jeśli tylko rodzice wcześniej omówią z nim nową sytuację.
8. Robić plany ze starszymi dziećmi
Można także uniknąć problemów, kiedy się roztropnie organizuje otoczenie nastolatków. Oni także potrzebują wystarczająco miejsca na swoje osobiste rzeczy i spokoju. Jednym z prostych przykładów jest danie dziecku szafki (miejsca) na swoje zabawki, książki, budzika, własnego notesiku. Dawanie mu możliwość podejmowania prostych decyzji, pozwolenie zabrania głosu w mniej ważnych dyskusjach rodzinnych. Dzięki temu dziecko czuje się równie ważny jak inni członkowie rodziny mimo swojego wieku.

## Trzecia metoda rozwiązywania konfliktów
Według Gordona wielu rodziców widzi dwie metody na rozwiązywanie konfliktów.
1. Zwycięstwo - w przypadku konfliktu rodzic decyduje jak go rozwiązać. Do wprowadzenia rozwiązania w życie używa perswazji, władzy i autorytetu, również gróźb i kar. Skutki - dziecko traci poczucie własnej wartości, motywację, odczuwa niechęć lub wrogość do rodziców. Metoda ta jest z pozoru skuteczna jednak dalsze konsekwencje prowadza do pogłębienia konfliktu i zaniku więzi rodzinnych.
2. Porażka - rodzic mimo prób wcielenia w życie własnych rozwiązań ulega dziecku, dziecko stawia na swoim. Skutki - dziecko wyrasta na nie poskromionego egoistę, który nie radzi sobie w życiu. Rodzic czuje się źle w tej sytuacji i może mieć problemy z okazywaniem pozytywnych uczuć w stosunku do dziecka. To z kolei może prowadzić do poczucia niepewności u dzieci

W swojej pracy zaproponował on trzecią metodę, nazwaną „metodą bez porażek”. Metoda ta składa się z sześciu kroków:
1. Rozpoznać konflikt i nazwać go - należy konkretnie nazwać i określić płaszczyznę i przedmiot problemu, nazwać swoje odczucia, bez obwiniania dziecka - „komunikat «ja»”.
2. Znaleźć możliwe rozwiązania - każdy z uczestników dyskusji może zaproponować swoje wyjście z sytuacji, nawet takie które początkowo wydaje się absurdalne; wszystkie propozycje muszą być brane pod uwagę, warto je zapisać
3. Krytyczna ocena - próba oceny poszczególnych propozycji. Jest to czas na dyskusję, argumentację. Propozycje nie do przyjęcia przez którąś ze stron muszą zostać na tym etapie odrzucone.
4. Zdecydować się na najlepsze rozwiązanie - na tym etapie należy wziąć pod uwagę uczucia obu stron konfliktu oraz szanse realizacji. Warto pamiętać, że nie istnieją rozwiązania ostateczne. Jeśli zaistnieją nieprzewidziane okoliczności, można powrócić do dyskusji i szukać lepszego wyjścia z sytuacji.
5. Wypracowanie sposobów realizacji wybranego rozwiązania - ustalenie szczegółów dotyczących planu. Należy dokładnie określić do kogo należą jakie obowiązki, miejsce, czas bądź częstotliwość ich wykonywania.
6. Ocena krytyczna - po pewnym czasie od wdrożenia w życie rozwiązania, należy dokonać jego oceny. Trzeba sprawdzić czy przynosi oczekiwane rezultaty i czy nadal jest przez obie strony akceptowane. W przeciwnym wypadku należy powtórzyć schemat działania od początku.

Skutki - dziecko w tej metodzie czuje się pełnoprawnym, akceptowanym członkiem rodziny. Rodzice liczą się z jego zdaniem, okazują uwagę i szacunek. Łatwiej mu też podjąć wybrane działanie, gdyż jest to również jego decyzja. Czasami to dziecko podaje pomysł najlepszego rozwiązania. Dziecko czuje szacunek i zaufanie, a to jeszcze bardziej motywuje. W czasie burzy mózgów jaką jest taka rodzinna narada istnieje duże prawdopodobieństwo znalezienia najlepszego, jak i niekonwencjonalnego rozwiązania. Metoda ta wprowadza dobra atmosferę do stosunków panujących w rodzinie, wzmacnia więzi, co prowadzi do znacznej poprawy jakości ich życia. Rodzice z reguły wkładają mniej wysiłku w egzekwowanie obowiązków dziecka - jest ono bardziej zmotywowane. Spokojna, rzeczowa dyskusja, język akceptacji i atmosfera pozwalają na dotarcie do istoty problemu, co stwarza realną szanse na jego rozwiązanie.